# 三種競技A
三種競技A（さんしゅきょうぎエー）とは、合計三種の競技を行い、その記録を得点に換算し、合計得点で競う中学生を対象とした混成競技の種目である。
1959年に中学生を対象として導入された三種競技に替えて、1974年から男女各A・B2種類の種目設定を実施した。全国大会では三種競技Bと共に、2003年度を最後にその幕を閉じ、2004年度に四種競技へ移行された。なお、採点表に関しては、この種目独自の物を用いていた。四種競技では一般の十種競技と同一の物を採用している。以下の順番で、1日で行われる。
- 男子 : 100m、砲丸投、走高跳
- 女子 : 走高跳、100m、砲丸投

## 記録
| 記録     | 得点   | 内訳                | 名前       | 所属                   | 日付           |
| -------- | ------ | ------------------- | ---------- | ---------------------- | -------------- |
| 男子中学 | 3269pt | 11秒3－14m15－1m97  | 松井紀之   | 田原本町立田原本中学校 | 1986年8月8日   |
| 女子中学 | 3395pt | 1m76－12秒85－13m55 | 桝見咲智子 | 明善中学校             | 1998年10月25日 |